# قطعنامه ۳۹۹ شورای امنیت
قطعنامه ۳۹۹ شورای امنیت سازمان ملل متحد که در تاریخ ۰۱ دسامبر ۱۹۷۶ تصویب شد، سندی بین‌المللی دربارهٔ پذیرش اعضای جدید سازمان ملل متحد: ساموای غربی است. این قطعنامه طی نشست ۱٬۹۷۷ام با ۱۵ موافق، ۰ مخالف و ۰ ممتنع تصویب شد.